# Метродор з Хіоса
Метродор з Хіоса — давньогрецький філософ атомістичної школи. Він походив з Хіосу, жив у 5/4 ст. до н. е. І кажуть, що він був учнем Демокріта або студента Демокріта Нессаса (Несса) з Хіоса.
Збереглися лише фрагменти його великої праці. Через початок його праці Peri physeos (Про природу), яку ми отримали завдяки Цицерону, «ніхто з нас нічого не знає, навіть цього, знаємо ми чи ні», іноді його називають першовідкривачем пірронівського скептицизму. Його фізика сильно ґрунтується на Демокріті: він стверджував, що космос в цілому був нерухомим, приймав лише атоми і порожнечу як основні одиниці матерії і постулював нескінченну кількість атомів у нескінченно широкому просторі в нескінченній кількості світів. Також працював істориком і метеорологом. Особливо у своїх метеорологічних працях він відхилявся від Демокріта; тому він суперечив думці, що зірки є оптичними ілюзіями, які виникають внаслідок відбиття сонячних променів у хмарах.